# Yauyupe
Yauyupe – gmina (municipio) w południowym Hondurasie, w departamencie El Paraíso. W 2010 roku zamieszkana była przez ok. 1,5 tys. mieszkańców. Siedzibą administracyjną jest miejscowość Yauyupe.

## Położenie
Gmina położona jest w zachodniej części departamentu. Graniczy z:
- gminą Maraita od północy,
- gminą San Lucas od wschodu,
- gminą Texiguat od południa,
- gminą Nueva Armeria od zachodu.

## Miejscowości
Według Narodowego Instytutu Statystycznego Hondurasu na terenie gminy położone były następujące miejscowości:
- Yauyupe
- El Chaguitillo
- El Hornito